# Vojnegovtsi
Vojnegovtsi (bulgariska: Войнеговци) är ett distrikt i Bulgarien.   Det ligger i kommunen Stolitjna Obsjtina och regionen Sofija-grad, i den västra delen av landet, 14 km nordost om huvudstaden Sofia.
Trakten runt Vojnegovtsi består till största delen av jordbruksmark. Runt Vojnegovtsi är det tätbefolkat, med 849 invånare per kvadratkilometer.